# JPMorgan Chase Building
270 Park Avenue (také JPMorgan Chase World Headquarters nebo JPMorgan Chase Building) je rozestavěný mrakodrap na Manhattanu v New Yorku v USA. Budovu vlastní americká komerční banka JPMorgan Chase, která ji bude využívat jako své celosvětové sídlo a zaměstná v ní až 15 000 lidí. Kancelářská věž je nástupcem budovy JPMorgan Chase Tower, která byla na stejném místě zbourána v roce 2021.

## Popis
Kancelářská věž pojmenovaná podle své adresy „270 Park Avenue“ se nachází v Midtownu na Manhattanu na Park Avenue v sousedství Grand Central Terminal a MetLife Building. Zabírá celý blok mezi 47. a 48. ulicí a ulicemi Park a Madison Avenue. Mrakodrap, který navrhla kancelář Foster & Partners, bude vysoký 423 m (1388 stop) a bude mít nejméně 60 pater a po dokončení bude po One World Trade Center druhou nejvyšší kancelářskou budovou na Manhattanu. Věž nahradí 52patrovou budovu Union Carbide Building (později přejmenovanou na JPMorgan Chase Tower), která byla postavena v roce 1960 a v letech 2019 až 2021 byla zbourána.
V únoru 2018 společnost JPMorgan oznámila, že zbourá „Union Carbide Building“, která se stala příliš malou, aby mohla postavit novou vyšší kancelářskou budovu. Za účelem výstavby mrakodrapu o výšce 423 m získala společnost JPMorgan potřebná vzdušná práva od nedalekého episkopálního kostela svatého Bartoloměje a od investiční společnosti MSD Capital, jejíž majitel Michael Dell vlastní vzdušná práva nad Grand Central Terminal. Ačkoli bylo možné postavit mrakodrap vysoký až 477 m, existovaly obavy z poškození tunelů a nádraží Grand Central Terminal, které se nacházejí přímo pod 270 Park Avenue, protože by bylo nutné provést zahloubení základů do větší hloubky.

V květnu 2019 newyorská městská rada nové sídlo JPMorgan jednomyslně schválila. Demolice staré budovy začala v červenci 2019 a byla dokončena v polovině roku 2021. Ještě předtím, v lednu 2021, byla na již vyklizené ploše zahájena stavba 270 Park Avenue, kde byly vztyčeny první ocelové nosníky. Dokončení je plánováno na rok 2025.

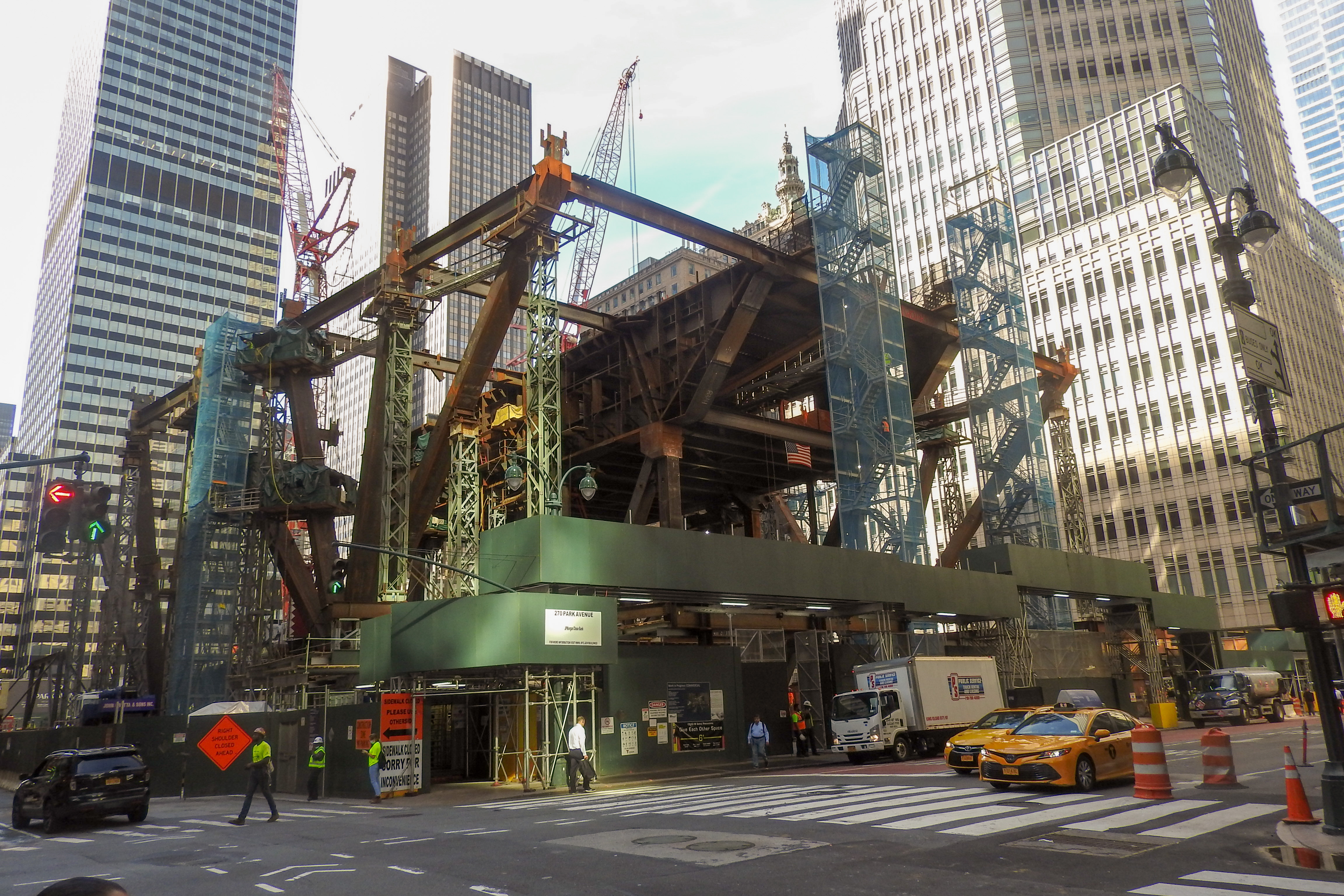
Průběh stavby v červnu 2021